# Max Schmidt
Max Schmidt, född den 23 augusti 1818 i Berlin, död den 8 januari 1901 i Königsberg, var en tysk landskapsmålare.
Schmidt var elev av preussiska konstakademien. Sedan han slutat gymnasiet besökte han samtidigt Carl Joseph Begas, Franz Krügers och Wilhelm Schirmers ateljéer. Frukten av hans första studieresa till Thüringen var en av berlinska konstföreningen inköpt tavla från Schwarzadalen. Åren 1843 och 1844 gjorde han som greve Albert von Pourtalès följeslagare en resa i Orienten och snart därpå företog han andra studieresor till Sydtyskland, Italien och de joniska öarna, varför han också till 1855 med förkärlek behandlade de sydliga landskapen i en romantisk-idealistisk stil och med en klar, harmonisk kolorit. Från mitten av 1850-talet fördjupade han sig dock i det nordiska landskapets behag och strävade efter uppfattning av idylliska stämningsstunder och efter individualitet i behandlingen av vegetationen. Sina motiv valde han från gränsen av Ostpreussen och bildade dem ofta till kompositioner av en storartad karakter och gripande stämning, exempelvis de båda tavlorna i Berlins Nationalgalleri: Skog och berg (1868) och Spreelandskap i kvalmig väderlek (1877), likaså: Regnig sommardag (museet i Köln). I Nya museet målade han flera väggmålningar i grekiska salen och i den egyptiska avdelningen. År 1868 blev han professor i landskapsmålning vid konstskolan i Weimar, men utbytte 1872 denna befattning mot en liknande vid akademien i Königsberg, där han utförde landskapstavlor till Odysséen för gymnasiets aula i Insterburg.